# Broertje
Broertje, artiestennaam van Jonathan Xerxes Nepomuceno (19 februari 1992 - 24 november 2023), was een Nederlandse rapper. Hij was bekend als lid van Green Gang en had ook verschillende successen als solo-artiest met onder andere zijn ep's Straight Outta Prison, IJskoud en Jamina.

## Biografie
Nepomuceno groeide op het de Amsterdamse stadsdeel Zuidoost en was sinds het oprichten in 2008 lid van rapgroep Green Gang. Hij brak door met rapsessies die hij met JayJay (anno 2024 bekend onder zijn artiestennaam Djaga Djaga) opnam in een auto en met het lied Doofpot. Hij bracht solo en met Green Gang enkele singles uit en deed in 2011 mee met een Green Gang-101Barz studiosessie, voordat hij in 2012 veroordeeld werd voor zes jaar celstraf wegens poging van doodslag en diefstal met geweld.
Vanuit de gevangenis werd in 2016 zijn eerste ep Straight Outta Prison uitgebracht. Hierop stonden samenwerkingen met F.I., Frenna, Sevn Alias, Chivv, Emms en Tur G. In 2017 kwam hij vervroegd vrij en had gelijk enige successen met nieuwe muziek. Hij had een gastbijdrage op de single C'est la vie van The Partysquad, welke tot de 26e plaats van de Single Top 100 kwam en zijn eigen single Vrij, welke ging over dat hij weer vrij was uit de gevangenis, bereikte de 88e positie van dezelfde hitlijst. Eind 2017 deed hij een solostudiosessie bij 101Barz. Tevens kwam het nummer Alles in van het album We moeten door van Broederliefde ook in de Single Top 100 terecht, piekend op de vijftiende plek. Hier had Broertje ook een rapbijdrage aan geleverd.
In 2018 bracht Broertje verschillende singles uit, waaronder Dom doen met Bizzey en D-Double en Ik leef met Josylvio. De laatste was een voorbode van de ep IJskoud, welke in juli 2019 werd uitgebracht. Naast Josylvio, waren er ook gastbijdrages van Emms, Bizzey, JoeyAK en DJ Stijco. De ep kwam tot de zestiende positie van de Album Top 100. Voorafgaand van het uitbrengen van de ep deed Broertje een studiosessie bij 101Barz. Broertje bracht in 2020 enkele singles uit, waaronder Als ik plus met Lijpe en On top met Djaga Djaga. Op 12 februari 2021 kwam hij met de ep Jamina. Deze ep was vernoemd naar zijn zus, die in 2014 overleed nadat ze ernstig was mishandeld door haar partner en was een ode aan haar. Er stonden gastbijdragen van Alannah Kastanja, Djaga Djaga, Emms, Billy, FMG, Jonna Fraser, Josylvio en Navi op Jamina. Ter promotie van de ep deed Broertje een 101Barz-wintersessie.
Na Jamina werd het wat stiller rondom Broertje. Hij bracht nog wel singles uit, maar in een flink lagere frequentie. Eind 2023 bracht hij met de rapper Mello de single Bodem uit en rapte hij mee op de 101Barz-sessie van Mello. Kort hierna, op 24 november 2023, kwam het nieuws dat hij was overleden. De doodsoorzaak werd niet bekend gemaakt.

## Discografie

### Albums
| Album                 | Verschijnen      | Label                  | Hitlijsten | Hitlijsten | Opmerkingen   |
| Album                 | Verschijnen      | Label                  | NL         | NL         | Opmerkingen   |
| Album                 | Verschijnen      | Label                  | Piek       | Weken      | Opmerkingen   |
| --------------------- | ---------------- | ---------------------- | ---------- | ---------- | ------------- |
| Straight Outta Prison | 26 oktober 2016  | Eigen beheer           | —          | —          | Extended play |
| IJskoud               | 12 juli 2019     | Van Klasse             | 16         | 4          | Extended play |
| Jamina                | 12 februari 2021 | O.J. Fam Entertainment | —          | —          | Extended play |

### Nummers met notering(en) in een hitlijst
| Lied                                                          | Verschijnen       | Album                              | Hitlijsten  | Hitlijsten  | Hitlijsten   | Hitlijsten   | Opmerkingen       |
| Lied                                                          | Verschijnen       | Album                              | NL (Top 40) | NL (Top 40) | NL (Top 100) | NL (Top 100) | Opmerkingen       |
| Lied                                                          | Verschijnen       | Album                              | Piek        | Weken       | Piek         | Weken        | Opmerkingen       |
| ------------------------------------------------------------- | ----------------- | ---------------------------------- | ----------- | ----------- | ------------ | ------------ | ----------------- |
| C'est la vie (met The Partysquad, Josylvio, Bizzey en Hansie) | 4 augustus 2017   | Nachtwacht (van The Partysquad)    | tip2        | —           | 26           | 16           | Goud in Nederland |
| Vrij                                                          | 18 september 2017 | —                                  | —           | —           | 88           | 1            |                   |
| Alles in (met Broederliefde)                                  | 24 november 2017  | We moeten door (van Broederliefde) | —           | —           | 15           | 3            |                   |
| Dom doen (met Bizzey en D-Double)                             | 16 februari 2018  | November (van Bizzey)              | —           | —           | 66           | 1            |                   |